# Carla Tavares
Carla Tavares (Portugal, 22 de Maio de 1982) é uma atleta velocista portuguesa.
A partir de 1998 representa o Juventude Operária do Monte Abraão até 2000 e depois representaria também em 2007.
A partir de 2001 representou o Núcleo Desportivo Juvenil Laranjeiro até 2002. No ano seguinte, 2003 e até 2006 representou o Clube Operário Desportivo dos Açores. Em 2008 representou o Futebol Clube do Porto. A partir de 2009 até 2010 representa o Sporting Clube de Portugal.
O seu treinador é, desde sempre, António Sebastião.

## Recordes pessoais
- 100 metros: 11,52 (Lisboa - 2009)
- 200 metros: 23,76 (Salamanca - 2009)
- 400 metros: 54,88 (Lisboa - 2007)

## Campeonatos Nacionais
- 3 Campeonatos Nacionais 100 metros (2005, 2009 - 2010)
- 3 Campeonatos Nacionais 200 metros (2005, 2008, 2010)

## Jogos da Lusofonia
- (Lisboa - 2009) 100 metros (Medalha de bronze)

## __LEAD_SECTION__
Carla Maria Nunes Tavares (nascida a 15 de agosto de 1970) é uma política portuguesa deputada no Parlamento Europeu como representante do Partido Socialista desde 2024.
Carla Tavares foi presidente da Câmara Municipal da Amadora de 2013 a 2024. Foi vice-presidente da Câmara Municipal da Amadora entre 2001 e 2013.
Carla Maria Nunes Tavares, mais conhecida como Carla Tavares  (nascida a 15 de agosto de 1970), é uma política portuguesa deputada no Parlamento Europeu como representante do Partido Socialista desde 2024.
Foi também vice-presidente da Câmara Municipal da Amadora entre 2001 e 2013. 
Carla Maria Nunes Tavares, mais conhecida como Carla Tavares  (nascida a 15 de agosto de 1970), é uma política portuguesa deputada no Parlamento Europeu como representante do Partido Socialista desde 2024.
Carla Tavares foi presidente da Câmara Municipal da Amadora entre 2013 e 2024.  Foi ainda vice-presidente da Câmara Municipal da Amadora entre 2001 e 2013.
1. ↑  Portugal, Rádio e Televisão de (10 de junho de 2024). «Eleições europeias. Quem são os 21 eurodeputados portugueses eleitos?». Eleições europeias. Quem são os 21 eurodeputados portugueses eleitos?. Consultado em 1 de julho de 2024
2. ↑  «CM Amadora: Carla Tavares Suspende Mandato». Tv Amadora (em inglês). Consultado em 1 de julho de 2024
3. ↑  «Carla Tavares | Fundação Francisco Manuel dos Santos». ffms.pt. Consultado em 1 de julho de 2024
4. ↑  Portugal, Rádio e Televisão de (10 de junho de 2024). «Eleições europeias. Quem são os 21 eurodeputados portugueses eleitos?». Eleições europeias. Quem são os 21 eurodeputados portugueses eleitos?. Consultado em 1 de julho de 2024
5. ↑  «Carla Tavares | Fundação Francisco Manuel dos Santos». ffms.pt. Consultado em 1 de julho de 2024
6. ↑  Portugal, Rádio e Televisão de (10 de junho de 2024). «Eleições europeias. Quem são os 21 eurodeputados portugueses eleitos?». Eleições europeias. Quem são os 21 eurodeputados portugueses eleitos?. Consultado em 1 de julho de 2024
7. ↑  «CM Amadora: Carla Tavares Suspende Mandato». Tv Amadora (em inglês). Consultado em 1 de julho de 2024
8. ↑  «Carla Tavares | Fundação Francisco Manuel dos Santos». ffms.pt. Consultado em 1 de julho de 2024